# Kevin Nealon
Kevin Nealon (født 18. november 1953 i St. Louis, Missouri) er en amerikansk komiker og skuespiller, der er bedst kendt for Saturday Night Live (1986-1995) og sin rolle som Doug Wilson i TV-serien Weeds.
Nealon optrådte som roommaten Gary i sex-industri-komedien Bucky Larson: Born to Be a Star, en film produceret af Adam Sandler, der er også var medforfatter af manuskriptet.